# Miljevci (tájegység)
Miljevci (vagy Miljevac-fennsík) egy történelmi és természetföldrajzi kistérség Horvátország déli részén, Észak-Dalmáciában, Šibenik-Knin megye területén. 

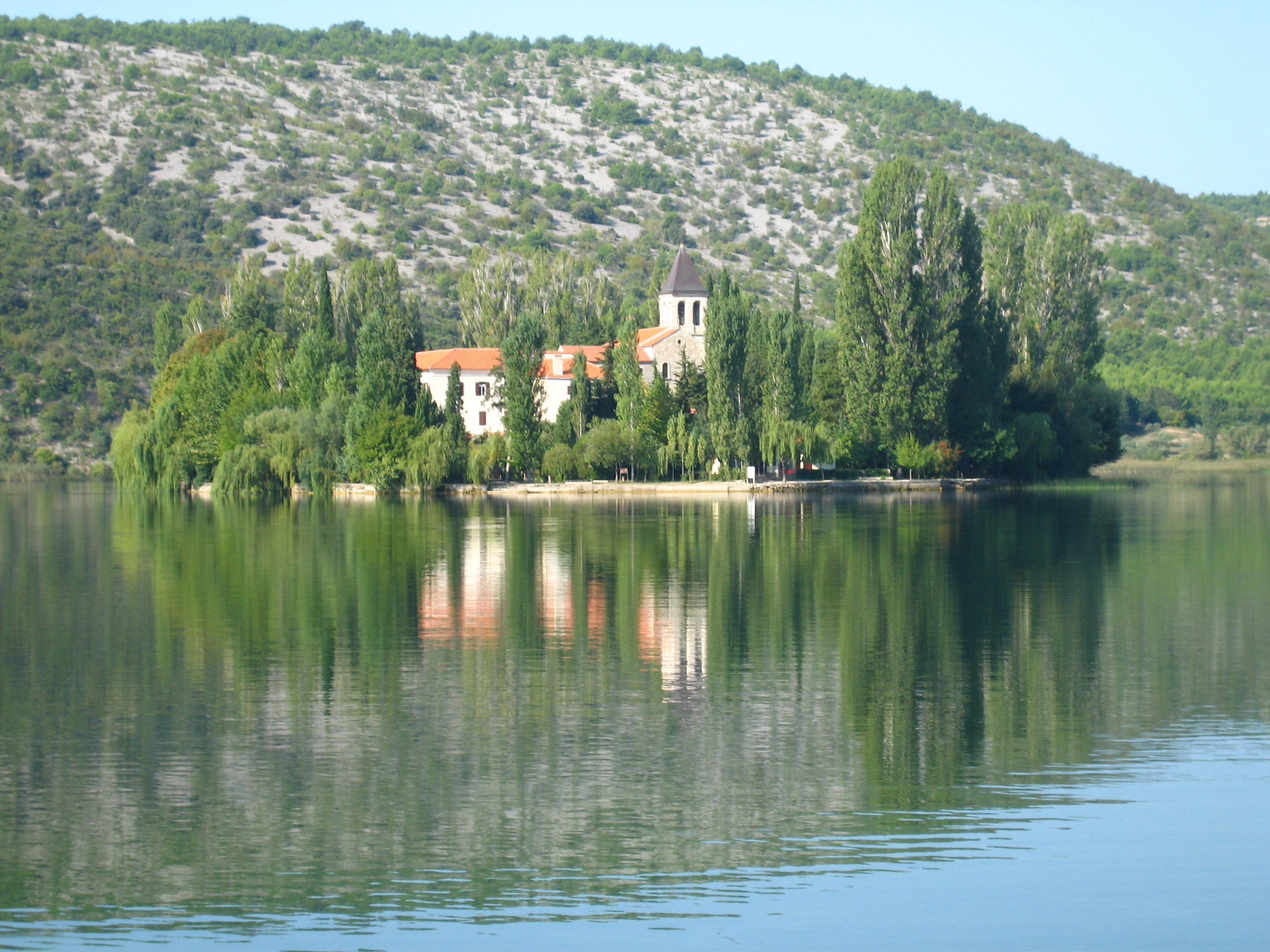
Visovac látképe a kolostorral

## Fekvése
A Miljevac-fennsík mintegy száz négyzetkilométeres területen fekszik a Krka és Čikola-folyók, valamint a Promina-hegység között, néhány kilométerre Drniš városától.

## Neve
A török invázió idején Miljevci területén minden falu elpusztult, és az emberek Rogoznica és Primošten környékén, az akkori Velencei Köztársaság területén egészen Tijesnoig és Pirovacig kerestek menedéket. Az ezekről az eseményekről szóló néphagyomány már rég kihalt, csak Petar Bačić (1847-1931) írta a visovaci kolostor krónikájában, hogy a török uralom idején ez a terület egy Miljević vagy Miljevac nevű török bég hűbérbirtoka volt. Innen ered a Miljevci név. Ezt a béget Knin és Vrlika környékén is megemlítik.

## Története
A középkori Miljevac falu területe a knini egyházmegyéhez tartozott. A vallási élet központja a Čikola folyó fölött emelt Ključ vára volt, mely a 14. században a Nelipić horvát nemesi család birtoka volt. A Krkán egy másik erődítmény is épült, Kamicsác vára, amely alatt a templom maradványait megtalálták. Kamicsácról származott születési nevén Juraj Utišinović Martinušević (1481-1551) bíboros, esztergomi érsek, Erdély kormányzója. A Crkvina nevű helyen régi sírok és a hagyomány szerint egy Szent Illésnek szentelt régi templom maradványai vannak. A mai plébániatemplom Jézus szent nevének van szentelve, rajta kívül még a Szent Péter Pál templomban, valamint Visovac gyönyörű ferences kolostorában gyakorolják az ősi keresztény hitet.
A történelem során a Miljevac-fennsík többször bizonyult fontos helynek a horvát nép javát szolgáló legfontosabb döntések végrehajtásában. Olyan horvát nagyságok tartottak Miljevciben nagy beszédeket, mint Stjepan Radić, az ún. horvát tavasz vezetői és az első horvát köztársasági elnök Franjo Tuđman. A horvátországi háború során, miután a nagyszerb megszálló erők a JNA támogatásával több hónapon keresztül folyamatosan pusztították a Miljevci hadművelet keretében 1992. június 21-én az első felszabadított horvát terület volt.

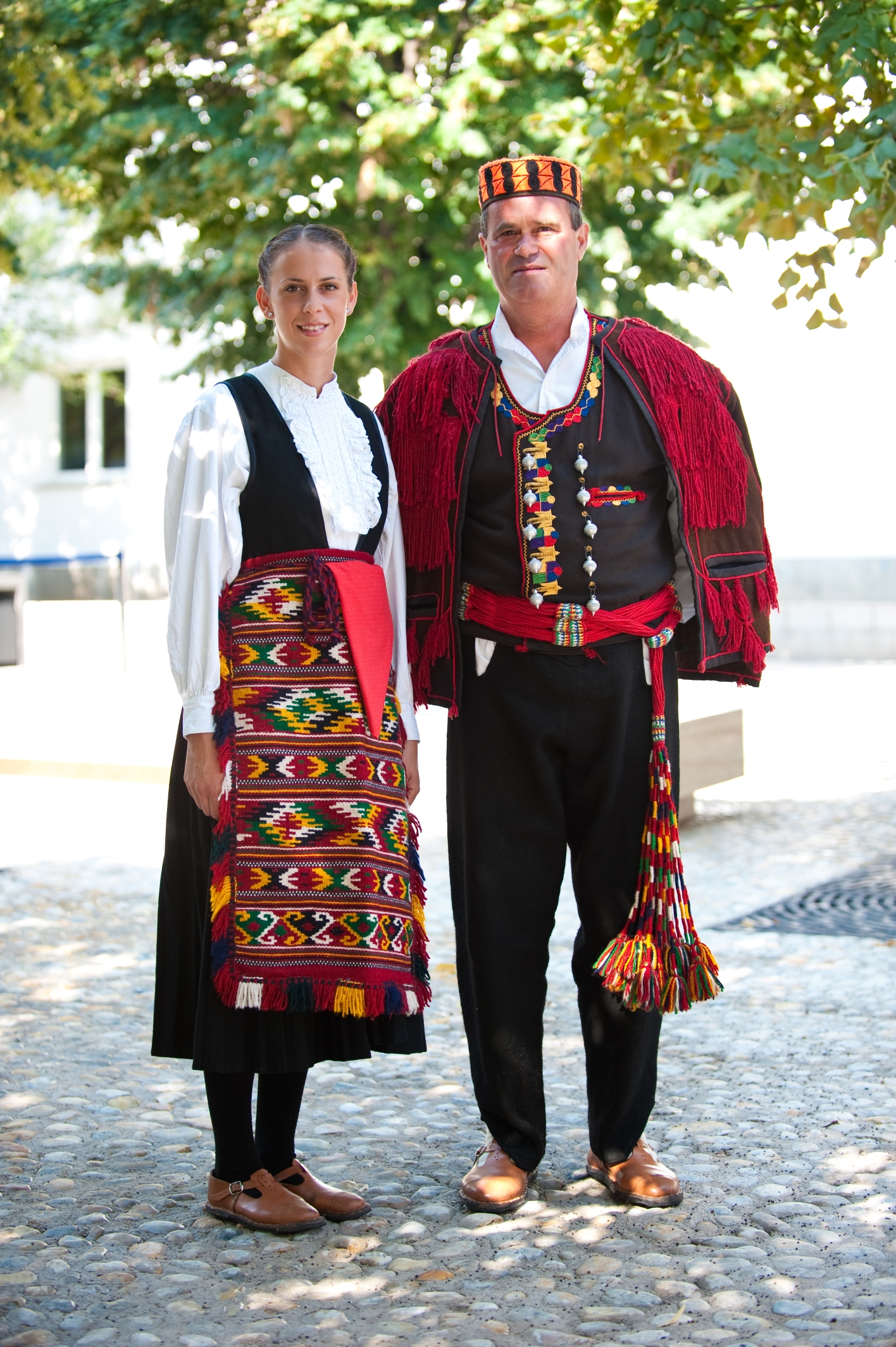
Miljevaci népviselet

## Népessége
Miljevci területén, hét településen jelenleg mintegy 1100 lakos él. Települései: Bogatić, Brištane, Drinovci, Kaočine, Karalić, Ključ, Širitovci, valamennyi kizárólag horvátajkú lakossággal.

## Oktatás
A Miljevac-fennsíkon két általános iskola működik, Kaočine és Drinovci falvakban, felújított sportcsarnokkal.

## Turizmus
Miljevci területében óriási turisztikai potenciál rejlik, mely még mindig nincs teljesen kihasználva. Látványosságai közé tartozik a gyönyörű Visovac-sziget, a Rogi-zuhatag (Roški slap) érintetlen természeti körneyzete a Skelin- és a Kulušić-malmokkal, a feltárt régészeti lelőhelyek, Ključ és Kamicsác várai, valamint a sporthorgászat.

## Fordítás
Ez a szócikk részben vagy egészben  a   Miljevci című horvát Wikipédia-szócikk ezen változatának fordításán alapul.  Az eredeti cikk szerkesztőit annak laptörténete sorolja fel. Ez a jelzés csupán a megfogalmazás eredetét és a szerzői jogokat jelzi, nem szolgál a cikkben szereplő információk forrásmegjelöléseként.